# Caseville
Caseville è un villaggio degli Stati Uniti d'America, situato nello Stato del Michigan, nella contea di Huron.